# Кришталева епоха
«Кришталева епоха» (фр. A Crystal Age) — науково-фантастичний роман англійського письменника Вільяма Генрі Гадсона 1887 року, де поєднується апокаліптична антиутопія для відображення перспектив сучасного світу і пасторальна утопія задля уявлення можливого майбутнього. Назва є алюзією на назви «Золота епоха людства», «Срібний вік». Спочатку опубліковано без вказівки на автора, лише у другому виданні вказано Вільяма  Г. Гадсона. У 1916 році вийшло третє видання.

## Зміст
Розповідь ведеться від імені чоловіка Сміта. Він втратив пам'ять та частково свідомість. Сміт опиняється майбутньому в сільській місцині, де зустрічає дівчину Йолетту, в яку закохується. Щоб бути ближче до неї, він погоджується працювати у господарстві її батьків. Тут він дізнається, що на чолі кожного великого будинку стоїть Батько дому, старійшина. Всі ці люди не знають, що таке місто, не володіють складними технологіями, не застосовують машини або будь-які механізми, окрім глобусоподібного механізму для відтворення музики. Вони орють свої поля конями і використовують сокири, щоб рубати дерева. Усе людське населення організоване в комунальні доми на кшталт родинних громад чи комун, міст не існує. Усі повинні працювати.
На зауваження Сміта, що всі говорять англійською мовою, Батько дому відповідає, що розмовляє мовою народу (тобто існує лише одна мова на планеті). Разом з тим виявляється, що писемність значно змінилася, тому людині XIX сторіччя прочитати її складно. З текстів Сміт дізнається, що колишній світ зруйнувався через бажання людини мати владу над природною, внаслідок швидкого науково-технічного прогресу, за яким не встигав соціальний розвиток. Бажання влади придушувати свободи призвело до корупції та занепаду, за якими послідувала загальна катастрофа. Після цього минуло більше ніж 100 століть, за які утворилася сільська людська цивілізація.
В подальшому з'ясовується, що люди стали жити довше завдяки тому, що стали вегетаріанцями і мають міцний зв'язок з тваринами у своєму середовищі. Батькові дому виявляється 200 років, а коханій Йолетті — 31. Сміт вражений їх рідкісною фізичною красою, кришталевою чистотою серця. Разом з тим він задається питанням про відсутність романтичних стосунків, також він ніде не бачить дітей. Йолетта ставиться до Сміта як до брата.
З часом Сміт зустрічає таємничу Матір дому, і починає розуміти всю дивовижність і різноманітність свого нового способу життя. Люди цього далекого майбутнього досягли своєї утопічної держави, відмовившись від сексуальності та романтичної любові. Як у бджолиному вулику відтворюються лише королева, так і серед людей Альфа-чоловік та Альфа-жінка, яких називають Батько та Мати палати. Решта мешканців Дому живе спільно, як брати і сестри.
Сміт впадає у відчай, розуміючи нездійсненість мрій щодо Йолетти. Він бажає повернення до колишнього світу. Але Сміт не знає, що Матір дому розпочала тривалий процес перетворення Йолетти на нову Матір дому, а Сміта — на Батька дому. В цей час Сміт в бібліотеці знаходить пляшечку, на якій написано, що це ліки від часу і хвороби, думок і пристрастей. Щоб позбавитися любові до Йолетти, Сміт випиває частину рідини, але невдовзі розуміє, що це отрута. Лише смерть стає єдиним полегшенням від болю життя.